# 野村実 (医師)
野村 実（のむら みのる、1901年2月16日 - 1996年2月19日）は、日本の医師、シュヴァイツァー研究家。

## 経歴
東京生まれ。1925年九州帝国大学医学部卒。1934年東京で結核病院を開業。1951年白十字会村山サナトリウム院長。1954年アフリカにシュヴァイツァーを訪ね、翌年のノーベル賞受賞に随行した。1959年東京コロニー理事長。キリスト教海外医療協力会会長。1970年日本シュヴァイツァー友の会会長。1983年にキリスト教功労者を受賞。

## 著書
- 『人間シュヴァイツェル』岩波新書 1955
- 『シュヴァイツァー博士を語る』白水社 1961
- 『診療の眼』川島書店 1970
- 『医療のこころ 病む人にむきあう倫理』川島書店 1978

共著
- 『シュバイツァー 原始林の聖者』武藤甚太郎共著 武部本一郎絵 岩崎書店 少国民の偉人物語文庫 1962

### 翻訳
- アルベルト・シュヴイツェル『水と原生林とのはざまにて 赤道亜弗利加の原生林に於ける一医師の経験と観察』向山堂書房 1932　のち岩波文庫「水と原生林のはざまで」
- アルベルト・シュワイツェル『イエス 精神医学的考察』みすず書房 1951
- シュワイツェル『ランバレネ通信』横山喜之共訳 新教出版社 1954
- 『アルベルト・シュヴァイツァーの世界』エリカ・アンダースン写真 ユージン・エクスマン解説 白水社 1957
- 『シュヴァイツァー著作集 第3-4巻 ランバレネ通信』白水社 1957
- アルベルト・シュワイツァー『平和か原子戦か』白水社　1958
- チャーリー・メイ・サイモン『人間はみな兄弟 青少年のためのシュヴァイツァー伝』白水社 1959